# Prairie View (Kansas)
Prairie View é uma cidade localizada no estado americano de Kansas, no Condado de Phillips.

## Demografia
Segundo o censo americano de 2000, a sua população era de 141 habitantes.
Em 2006, foi estimada uma população de 130, um decréscimo de 11 (-7.8%).

## Geografia
De acordo com o United States Census Bureau tem uma área de
0,4 km², dos quais 0,4 km² cobertos por terra e 0,0 km² cobertos por água. Prairie View localiza-se a aproximadamente 668 m acima do nível do mar.

## Localidades na vizinhança
O diagrama seguinte representa as localidades num raio de 24 km ao redor de Prairie View.